# Michael Lohscheller

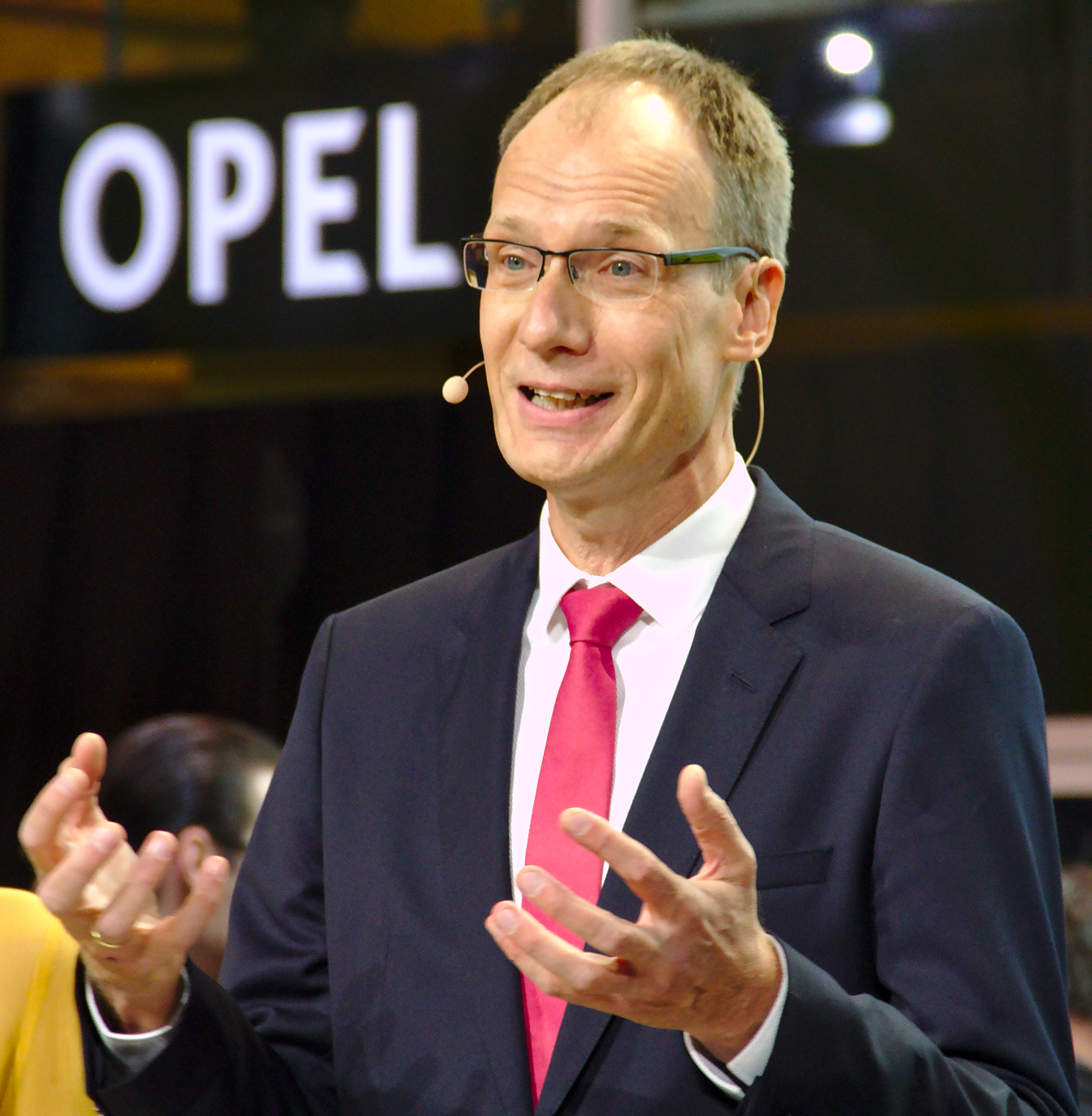
Michael Lohscheller auf der IAA 2019

Michael Lohscheller (* 12. November 1968 in Bocholt) war von Juni 2017 bis September 2021 Geschäftsführer der Opel Automobile GmbH und seit Juli 2019 zusätzlich Mitglied des Vorstands der Groupe PSA. Er hatte im zweiten Halbjahr 2021 einige Monate eine Führungsposition bei einem vietnamesischen Unternehmen innegehabt und begann ab Februar 2022 im Führungsteam des Elektrolastkraftwagen-Herstellers Nikola Corporation. 
Er wurde 2024 als Präsident des Verbandes der Internationalen Kraftfahrzeughersteller e.V. (VDIK) gewählt.

## Leben
Lohscheller studierte an der Hochschule Osnabrück sowie an der Universität Barcelona und schloss als Diplom-Kaufmann (FH) ab. Von 1993 bis 1996 studierte er berufsbegleitend an der Brunel University in London europäisches Marketing-Management mit dem Abschluss Master of Arts.
Lohscheller begann 1992 als Controller bei der Jungheinrich AG, war später als Segment Controller bei DaimlerChrysler Rail tätig, wechselte 2001 zu Mitsubishi Motors und stieg dort zum CFO auf.
Im Jahr 2004 begann Lohscheller als Leiter Konzernmarketing und Vertriebssteuerung bei der Volkswagen AG. 2008 wurde er CFO der Volkswagen Group of America.
2012 wurde er Vorstandsmitglied der Adam Opel AG.
Im Juni 2017 stieg er zum Geschäftsführer des inzwischen in die Opel Automobile GmbH umgewandelten Autobauers auf und folgte damit auf Karl-Thomas Neumann. Am 1. September 2021 wurde Uwe Hochgeschurtz sein Nachfolger. Dieser war bislang Chef von Renault Deutschland, Österreich und Schweiz.
Im Juli 2021 gab die vietnamesische Unternehmensgruppe Vingroup bekannt, dass Lohscheller Geschäftsführer für die Automarke Vinfast werde und dafür zuständig sei, die Marke global zu vermarkten. Nach wenigen Monaten wurde das Arbeitsverhältnis aus persönlichen Gründen beendet.
Im Februar 2022 wurde Lohscheller Leiter der Motorensparte der Nikola Corporation in Phoenix. Ende 2022 wurde er Chief Executive Officer dieses Unternehmens. 
Im August 2023 wurde bekannt, dass Lohscheller Nikola aus familiären Gründen wieder verlässt und der bisherige Verwaltungsratsvorsitzende Stephen Girsky ihm als Chief Executive Officer nachfolgt.
Im Februar 2024 wurde Lohscheller zum Präsidenten des Verbandes der Internationalen Kraftfahrzeughersteller e.V. (VDIK) mit Wirkung zum 1. Juni 2024 gewählt.
Anfang Oktober 2024 löste Lohscheller Thomas Ingenlath als CEO von Polestar ab.
Lohscheller ist verheiratet und hat zwei Kinder.